# Martine Lehideux
Pour les articles homonymes, voir Lehideux.
Martine Lehideux, née le 27 mai 1933 dans le 20e arrondissement de Paris, est une femme politique française, longtemps militante du Front national (FN), sous les couleurs duquel elle a été députée européenne et conseillère régionale d’Île-de-France. Après son départ du FN, elle rejoint le Parti de la France (PDF).

## Biographie

### Débuts
Martine Lehideux est la fille d'Hubert Lehideux, vice-président de la commission d'outre-mer de La Fédération et secrétaire général des Semaines de l'Union française, et de Jeanne Deviolaine, ainsi que la nièce de François Lehideux, ministre de l'Industrie sous le régime de Vichy.
Elle est la sœur de l'ancien député européen Bernard Lehideux, militant centriste, fidèle de Valéry Giscard d'Estaing puis de François Bayrou au sein de l'UDF et du Mouvement démocrate. 
Titulaire du baccalauréat, elle est diplômée de la Croix-Rouge et exerce la profession de secrétaire médicale.
En 1953, elle adhère au Mouvement européen.

### Au Front national
Elle fait partie des membres fondateurs du Front national en 1972 avec son mari André Dufraisse, ancien du Parti populaire français de Jacques Doriot, qui avait combattu aux côtés des nazis dans la Légion des volontaires français contre le bolchevisme (LVF).
Militante catholique, elle est la fondatrice du Cercle national des femmes d'Europe (CNFE), une organisation féminine affiliée au FN, qui vise à « assurer l'épanouissement des femmes en leur permettant d'accomplir leur destin social dans l'éducation de leurs enfants », sous-entendu en étant mères au foyer. Dans le cadre de cette organisation, elle défend notamment une conception conservatrice de la famille qu'elle considère comme le « socle de notre identité et de notre avenir ». De même, elle milite pour faire abroger les lois sur l'IVG et le PACS. Elle est surnommée « Mamie Panzer » au regard du passé de son mari.
En 1985, elle participe à la rédaction du programme du FN en vue des élections législatives de l'année suivante, intitulé Pour la France,.
Elle est élue au Parlement européen en 1984, où elle siège jusqu'en 1994.
Avec son frère, ils sont tous les deux conseillers régionaux au conseil régional d'Île-de-France, dans des groupes opposés.
En janvier 1998, elle est chargée de la réintégration dans le contre-gouvernement du FN supervisé par Jean-Claude Martinez.
Jean-Marie Le Pen lui confie, en 2002, le dossier des 500 parrainages, avant de le lui retirer en raison d'un manque de signatures. 
Lors des élections municipales de 2008 à Paris, elle est tête de liste FN dans le 16e arrondissement de Paris.
Le 27 janvier 2009, elle annonce, dans un communiqué commun avec Martial Bild, son départ du groupe Front national au conseil régional d'Île-de-France, groupe auquel elle appartenait depuis mars 1992, pour fonder un nouveau groupe, intitulé « Groupe des nationaux et indépendants »,. Ce nouveau groupe, qui sera présidé par Martine Lehideux, devrait également inclure les conseillers régionaux Myriam Baeckeroot, Michel Bayvet (membre du bureau politique du FN) et Michel de Rostolan, tandis que Martine Lehideux indiquait ultérieurement à l'AFP que Jean-François Touzé, démissionnaire du FN depuis, pourrait également rejoindre le groupe.
Depuis 2010, Martine Lehideux est membre du conseil national du Parti de la France de Carl Lang. Lors des élections législatives de 2012, elle est candidate dans la 4e circonscription de l'Aisne où elle obtient 0,96 % des suffrages.

## Fiction
Dans le roman uchronique de Guy Konopnicki, Les Cent jours : 5 mai - 4 août 2002, où Jean-Marie Le Pen gagne l'élection présidentielle de 2002, Martine Lehideux devient ministre des Affaires sociales et la Santé, rebaptisé « ministère du Labeur, de la Vie et de la Famille ».